# 安茹地区韦里耶尔
安茹地区韦里耶尔（法語：Verrières-en-Anjou，法語發音：[vɛʁjɛʁ ɑ̃.n‿ɑ̃ʒu] ⓘ）是法国曼恩-卢瓦尔省的一个市镇，位于该省中部偏南，属于昂热区。

## 地名
“韦里耶尔”一名来自中世纪昂热北部的韦里耶尔森林（forêt de Verrières），而安茹则为历史上这一地区的一个伯国。

## 历史
安茹地区韦里耶尔成立于2016年1月1日起成立，由佩卢阿耶莱维涅和圣西尔万当茹合并而成。其中政府驻地为圣西尔万当茹。

## 地理
安茹地区韦里耶尔（47°31'14"N, 0°28'14"W）面积24.83 平方千米，位于法国卢瓦尔河地区大区曼恩-卢瓦尔省，该省份为法国西部内陆省份，大致对应安茹地区，北起顺时针与马耶讷省、萨尔特省、安德尔-卢瓦尔省、维埃纳省、德塞夫勒省、旺代省、大西洋卢瓦尔省和伊勒-维莱讷省接壤。
与安茹地区韦里耶尔接壤的市镇（或旧市镇、城区）包括：埃库夫朗、勒普莱西-格拉穆瓦尔、圣巴泰勒米当茹、安茹地区里沃迪卢瓦。
安茹地区韦里耶尔的时区为UTC+01:00、UTC+02:00（夏令时）。

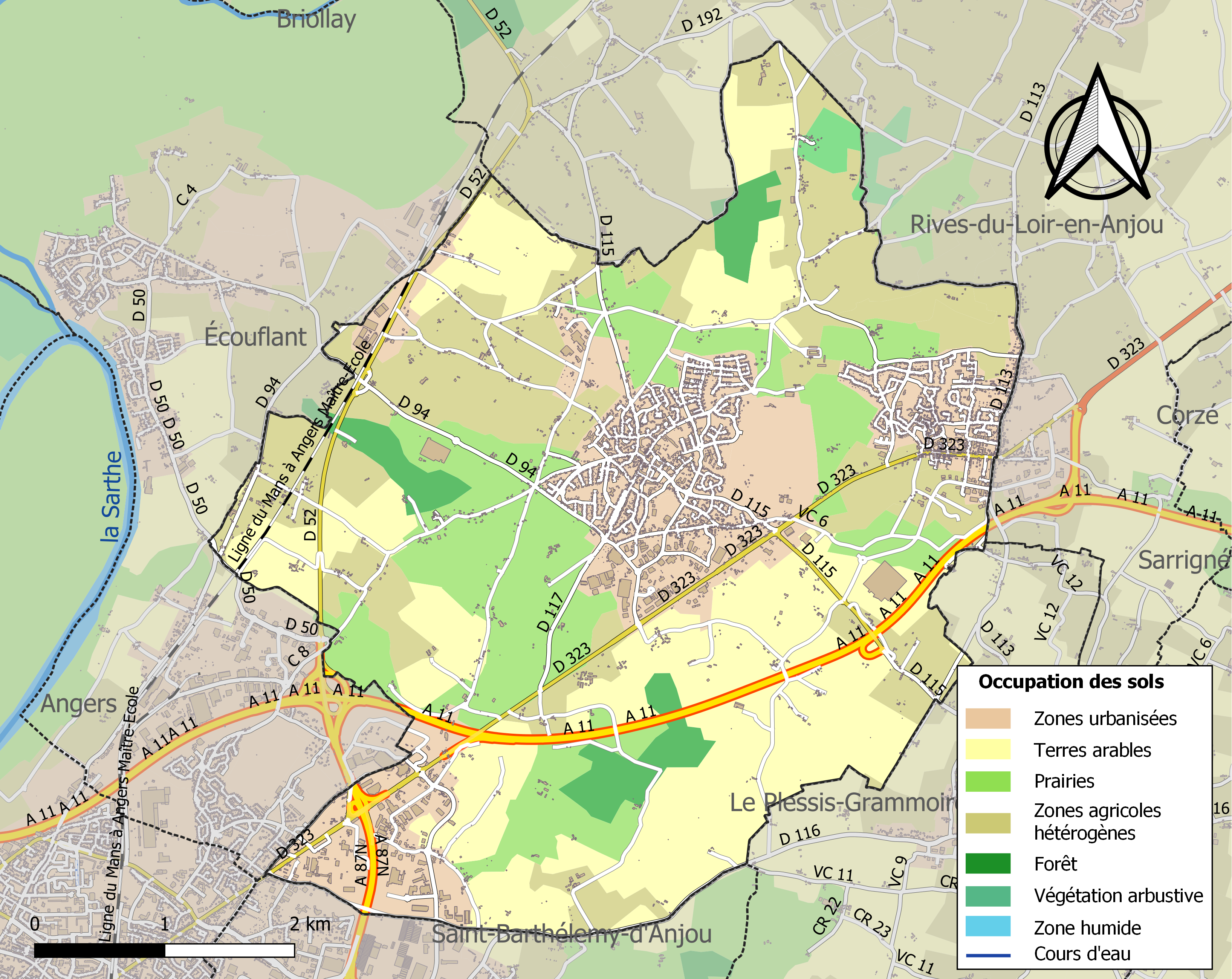
安茹地区韦里耶尔的OSM定位图

## 行政
安茹地区韦里耶尔的邮政编码为49112、49480，INSEE市镇编码为49323。

## 政治
安茹地区韦里耶尔所属的省级选区为昂热第六县。

## 人口
安茹地区韦里耶尔于2022年1月1日时的人口数量为7946人。